# Klimětice
Klimětice jsou malá vesnice, část obce Prosenická Lhota v okrese Příbram ve Středočeském kraji. Nachází se asi 1,5 kilometru východně od Prosenické Lhoty. Vesnicí protéká Křečovický potok. Je zde evidováno 31 adres. V roce 2011 zde trvale žilo 51 obyvatel.
Klimětice leží v katastrálním území Prosenická Lhota o výměře 8,5 km².

## Historie
První písemná zmínka o vesnici pochází z roku 1450.
Za druhé světové války se ves stala součástí vojenského cvičiště Zbraní SS Benešov a její obyvatelé se museli 1. dubna 1944 vystěhovat.

## Obyvatelstvo
| Rok            | 1869 | 1880 | 1890 | 1900 | 1910 | 1921 | 1930 | 1950 | 1961 | 1970 | 1980 | 1991 | 2001 | 2011 | 2021 |
| -------------- | ---- | ---- | ---- | ---- | ---- | ---- | ---- | ---- | ---- | ---- | ---- | ---- | ---- | ---- | ---- |
| Počet obyvatel | 180  | 183  | 163  | 154  | 146  | 136  | 119  | 90   | 85   | 84   | 73   | 60   | 56   | 51   | 47   |
| Počet domů     | 25   | 25   | 26   | 25   | 25   | 26   | 26   | 25   | 25   | 24   | 22   | 27   | 28   | 30   | 31   |

## Pamětihodnosti
- Na okraji vesnice se nachází kamenná boží muka, která jsou vedená v Seznamu kulturních památek v okrese Příbram.
- Nedaleko od nich je umístěná kamenná zvonice.

## Galerie

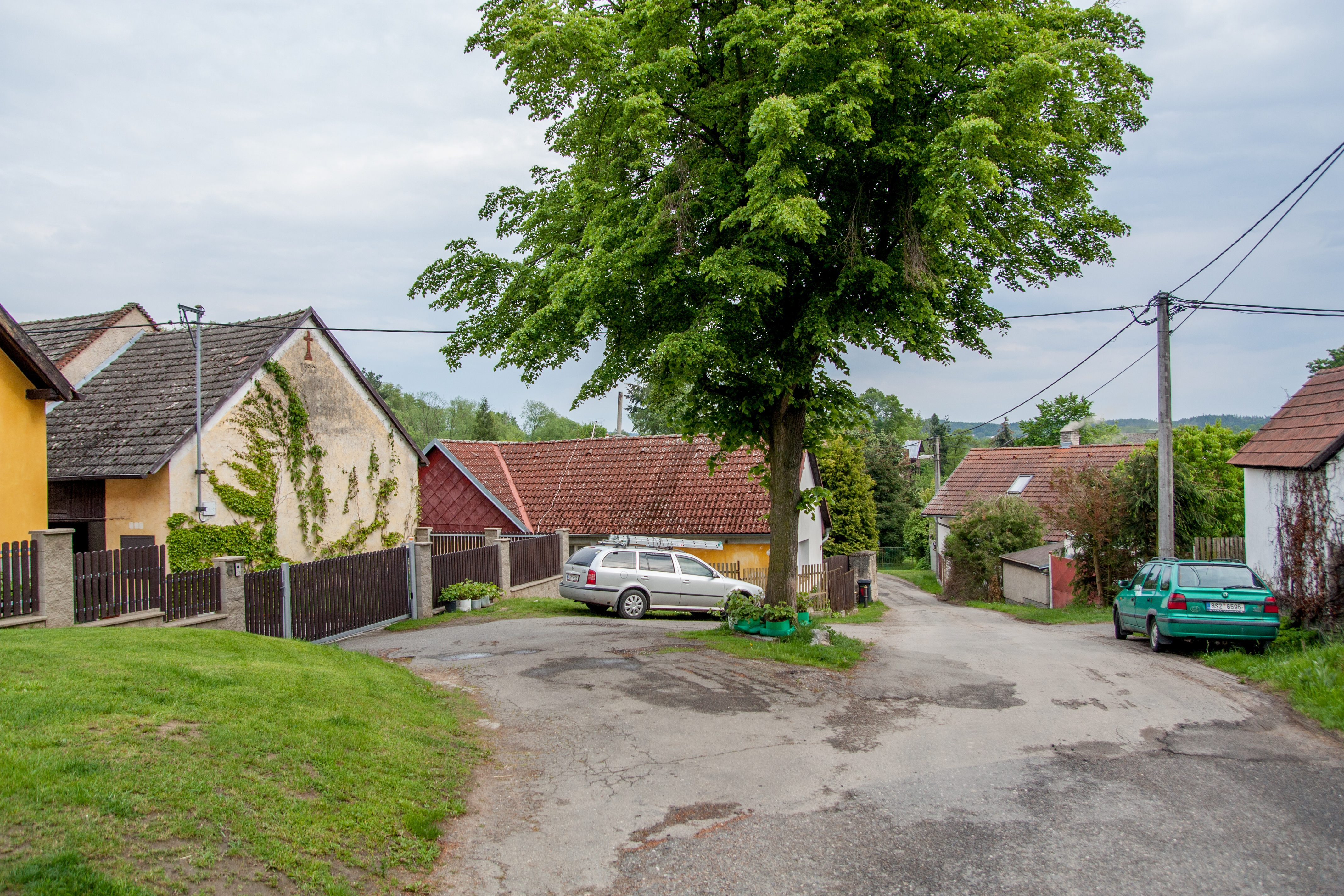
Náves
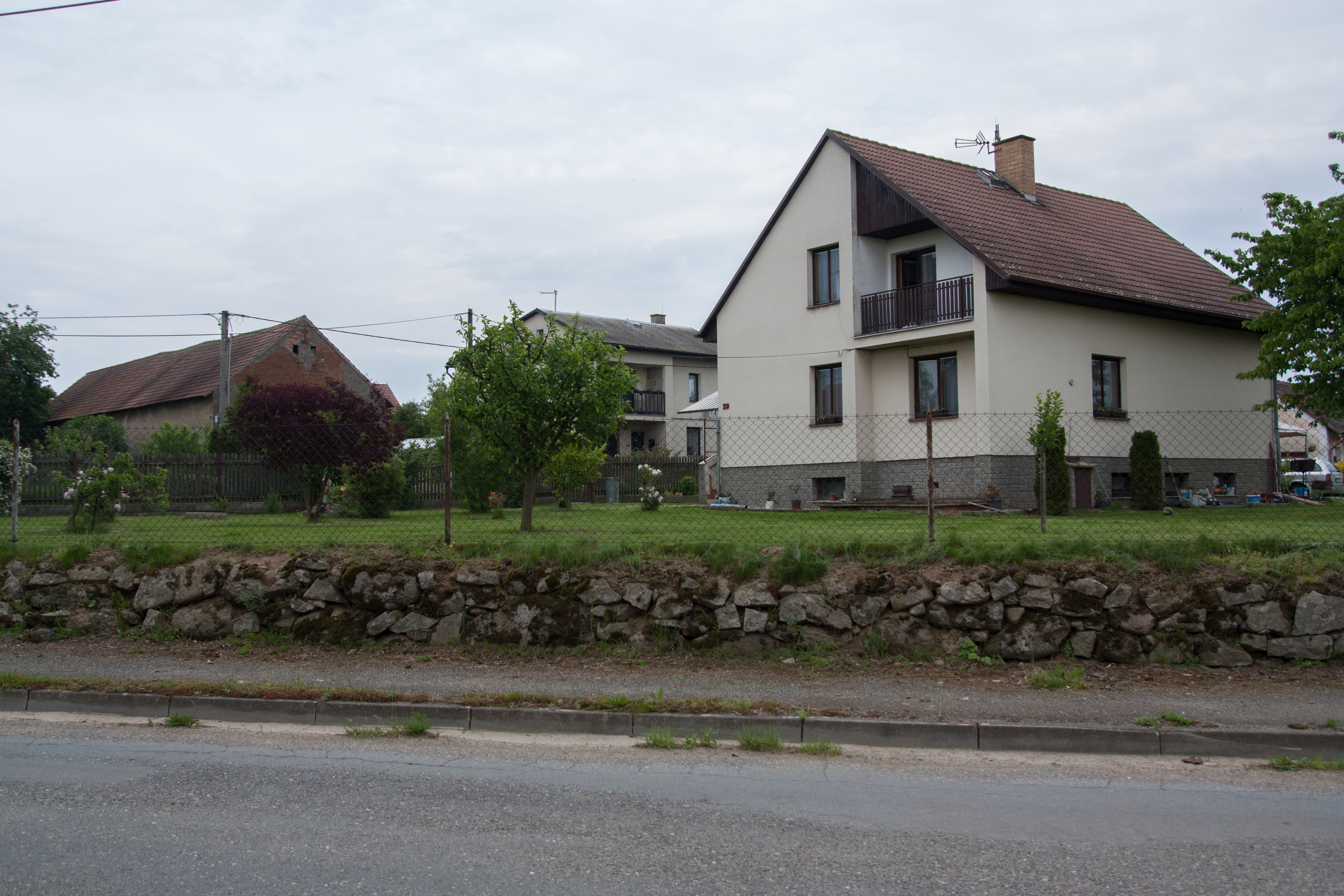
Dům u silnice
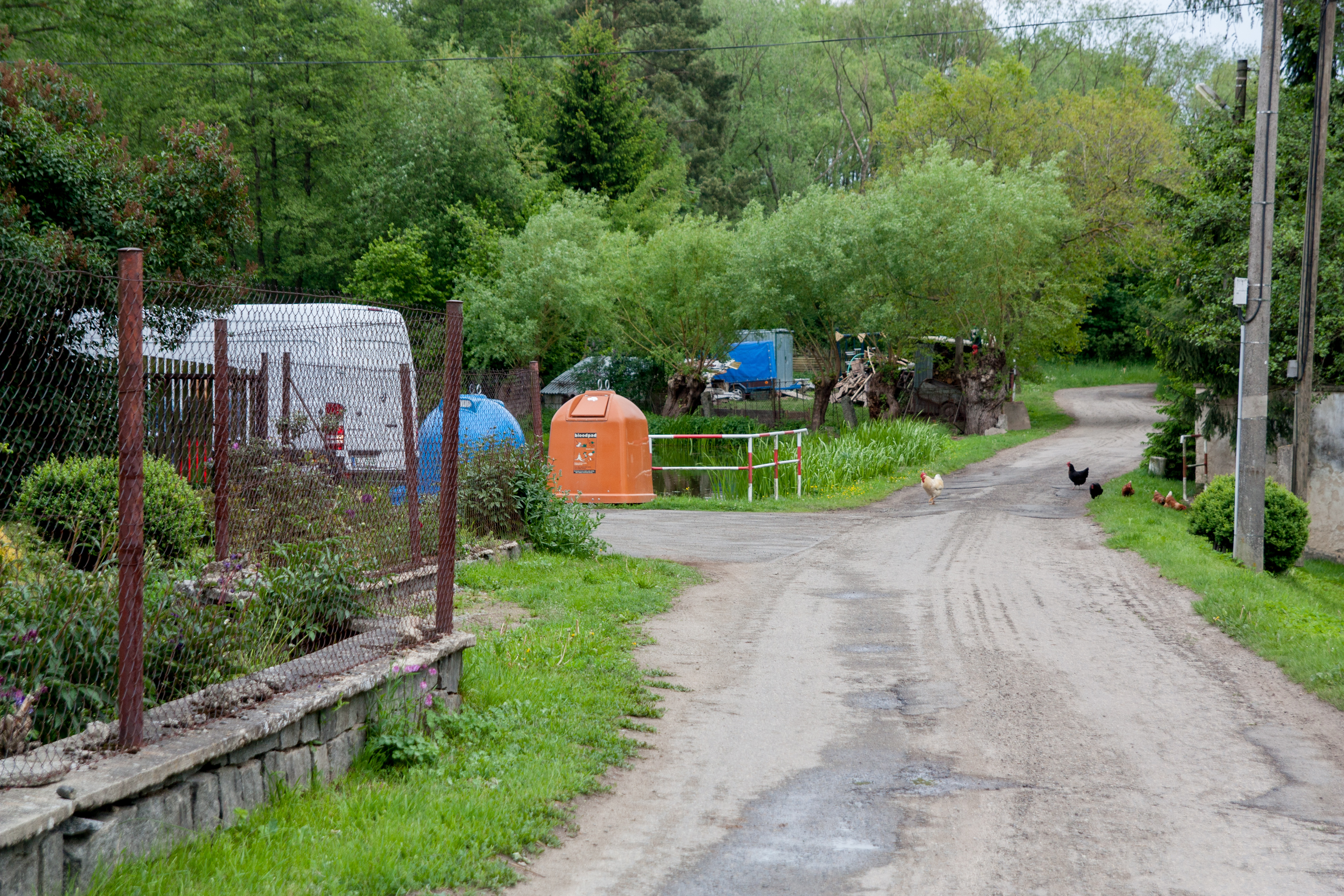
Silnice